# Abu Hanifa de Dinavar
Ābu Ḥanīfah Āḥmad ibn Dawūd Dīnawarī (em árabe: ابوحنیفه احمد بن داود دینوری; Dinawar,  Irã ocidental, 815 – Dinawar, 24 de julho de 896) foi um erudito persa que sobressaiu em astronomia, agricultura, botânica, geografia, matemáticas e metalúrgica. Estudou astronomia, matemáticas e mecânica em Isfahan e filologia e poesia em Cufa e Baçorá. 
A sua contribuição mais notável foi "Kitāb al-nabāt" ("Livro de plantas"), obra pela qual é considerado o fundador da botânica árabe. Também é reconhecido como um dos primeiros autores em tratar o tema dos antepassados dos curdos na sua obra "Ansāb al-Akrād".